# Rhynchospora biflora
Rhynchospora biflora är en halvgräsart som beskrevs av Johann Otto Boeckeler. Rhynchospora biflora ingår i släktet småag, och familjen halvgräs. Inga underarter finns listade i Catalogue of Life.